# Dolmen von Touls
Der Dolmen von Touls (nicht zu verwechseln mit dem Dolmen von Roc’h Toul) steht in einem Feld, nördlich von Coltines, zwischen Secourieux und Touls, nordwestlich von Saint-Flour im Département Cantal in Frankreich. Dolmen ist in Frankreich der Oberbegriff für Megalithanlagen aller Art (siehe: Französische Nomenklatur). 
Der restaurierte einfache Dolmen (französisch Dolmen simple) besteht aus zwei etwa 2,0 m langen Tragsteinen und der über 3,0 m langen einseitig überstehenden, trapezoiden Deckenplatte.
Der Dolmen ist seit 1986 als Monument historique eingestuft.
In der Nähe liegt der ebenfalls als Monument historique eingestufte Dolmen du Bardon oder Pierre Chabrée à Coltines.